# Cernusco sul Naviglio
Cernusco sul Naviglio (lombardul Cernusch) comune Észak-Olaszországban, Lombardia régióban, Milánótól keletre. Lakosainak száma 2010-ben 31 058 fő volt.

## Elhelyezkedése
Cernusco a Pó alföldjén áll Milánó városától 10 kilométerre keletre. Szomszédai: Brugherio, Bussero, Carugate, Cassina de' Pecchi, Cologno Monzese, Pioltello, Rodano, Vignate, Vimodrone.

## Neve
Egyesek egy földrajzi fogalmat, a cerniculi-t ("kis csatorna") adják meg mint eredetet, más értelmezés szerint a latin cernere ("elválik") ige a név alapja. Ezek két nehézségbe is ütköznek: egyrészt Cernusco latin neve Cisnusculum vagy Cixinusculum, és nyelvészetileg semmi nem igazolna a szótőben egy s > r változást, másrészt a helységnév évszázadokkal régebbi, mint a csatornák, amikből eredeztetik.

## Története
Cernusco területe a római korban feltehetőleg egyszerű vicus ("falu") volt a Mediolanum-Aquileia út mentén. A longobárd uralom idején Monza székesegyházának tulajdona, majd a középkor folyamán különböző milánói családok (Della Torre, Visconti, Visconti Marliani, Trivulzio, Serbelloni) hűbérbirtoka volt. 1443-ban Filippo Maria Visconti jóváhagyta egy csatorna építését az Adda folyótól Milánóig. 1457-ben kezdődött az építés, és a Naviglio della Martesana vagy Naviglio Piccolo csatorna a Seveso folyóig készült el. 1497-ben Ludovico Sforza megrendelésére Leonardo da Vinci tervei alapján egy újabb csatorna, a Naviglio Grande épült, amely már Milánó vizesárkát is magába foglalta.
1809-ben a monzai körzet része 2427 lakossal. 1811-ben 2986 lakosa van, és magába foglalja Cassina de' Pecchi frazionét is. 1816-ban Cassina de' Pecchi önállóvá vált. 1866-ban Increa frazione is elszakadt, és az újonnan létrehozott Brugherio része lett. A 19. században Cernusco Asinario néven említik a Kr. e. 49-ben elhunyt Caius Asinius emlékére, akinek sírját 1849-ben itt találták meg.

## Látnivalók

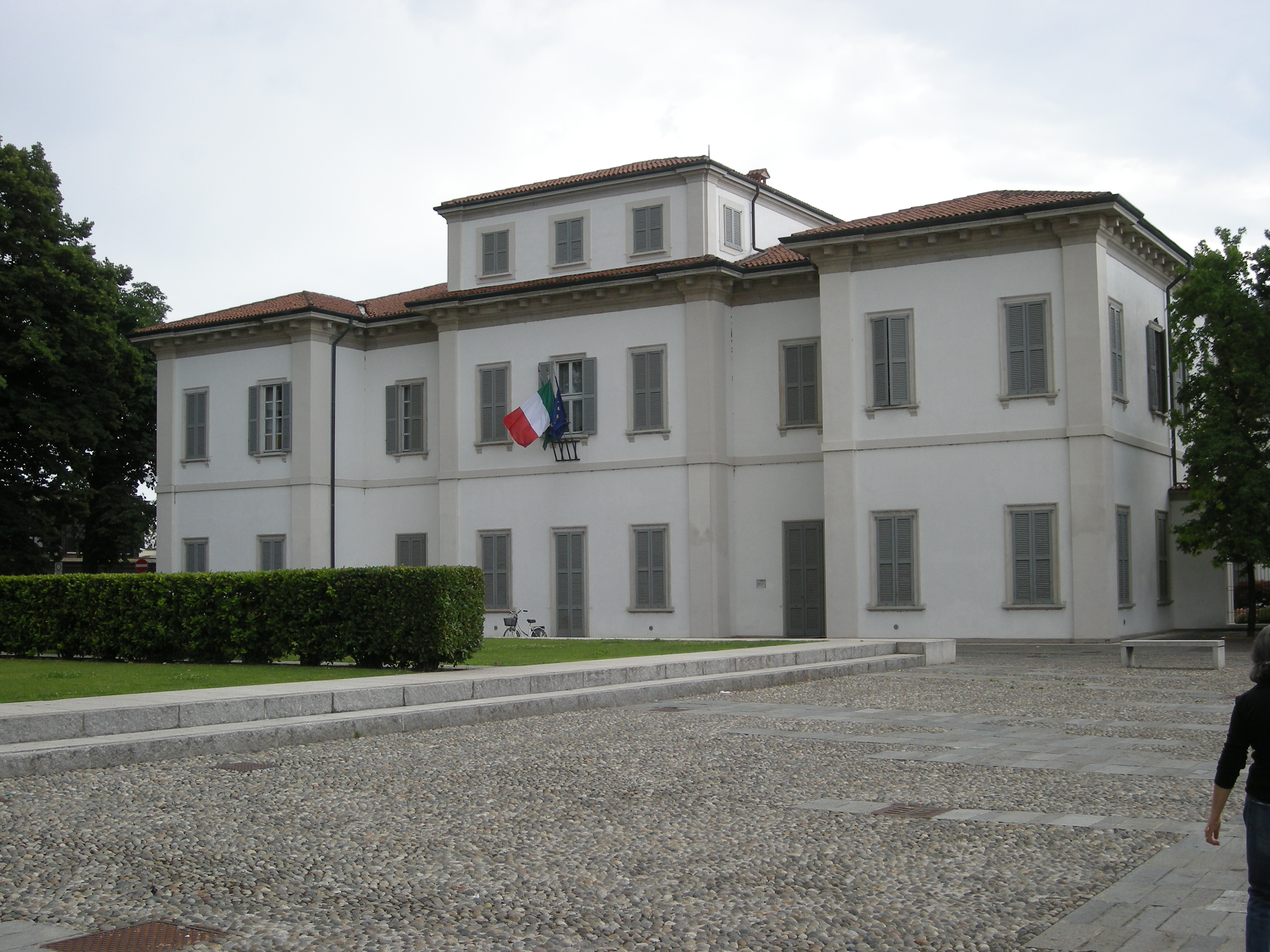
Az önkormányzat épülete

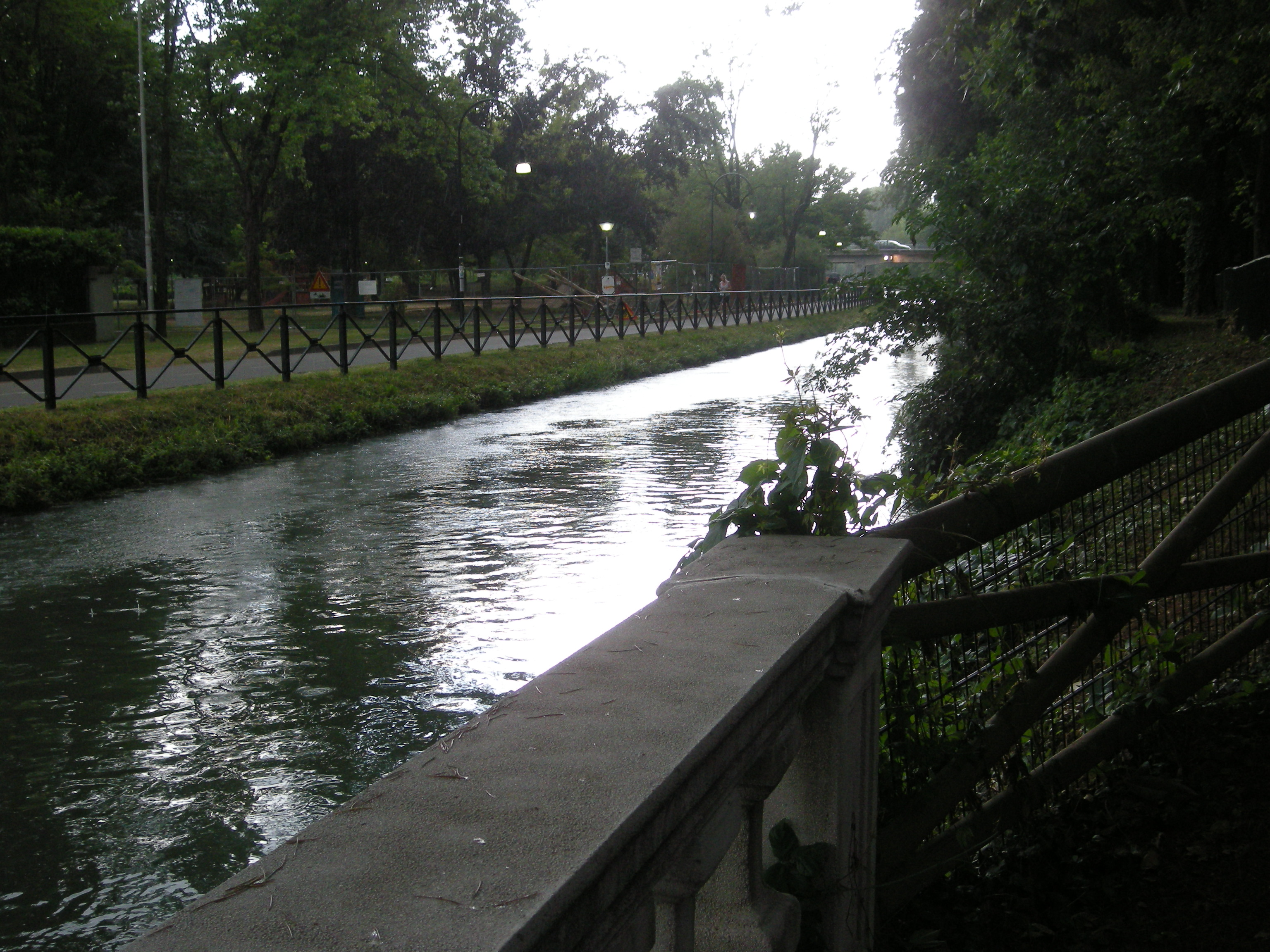
A Naviglio della Martesana

- Santa Maria Assunta (Szűz Mária Mennybevétele) templom
- Villa Alari (épült 1703)
- Parkok (Naviglio part)

## Híres szülöttei, lakói
- Gaetano Scirea (1953-1989) labdarúgó
- Roberto Tricella (*1959) labdarúgó
- Simone Collio (*1979) olimpiai csapattag futó

## Közlekedés
- Autóval az A1 (Torino-Velence) autópálya Agrate kijáratán vagy a milánói keleti elkerülő (Tangenziale Est) Brugherio kijáratán keresztül érhető el.
- Tömegközlekedés: a Milánói metró 2-es vonalának megállója van a városban.
- Repülőgép: néhány kilométerre van a Milánó-Linatei repülőtér, de elérhető a bergamói és a malpensai repülőtérről is.

## Szervezetek
- Associazione Cernuschese Astrofili (Cernusco-i Csillagbarát Egyesület)[2]
- Associazione Radioamatori Italiani (Olasz Rádióamatőr Egyesület)[3]
- Coro Arabeschi (Arabeschi kórus, 1996 óta)[4]
- Coro Città di Cernusco Sul Naviglio (Cernusco Sul Naviglio város Kórusa)[5]
- Coro Cum Laude (Cum Laude kórus, 1996 óta)[6]
- Coro Santa Mari Assunta Cernusco (Cernusco-i Szűz Mária Mennybevétele Kórus, 1974 óta)[7]
- Croce Bianca (Fehér Kereszt)[8]
- Lions Club[9]
- Parrochia Santa Maria Assunta (Szűz Mária Mennybevétele plébánia)[10]

## Sport
A városnak van röplabda, jégkorong és kosárlabda-csapata, karate és atlétikai klubja.

## Média
- Radio Cernusco Stereo (online adás) (olasz nyelven). Streema. (Hozzáférés: 2012. április 11.)
- Cernusco 24 e Cernusco TV (olasz nyelven). (Hozzáférés: 2012. április 11.)
- In Folio (Cernusco) (olasz nyelven). ediEsse. (Hozzáférés: 2012. április 11.)

## Külső hivatkozások
- Cernusco Verde S.r.l. (olasz nyelven). [2012. május 6-i dátummal az eredetiből archiválva]. (Hozzáférés: 2012. április 11.)
- Tutto Cernusco (olasz nyelven). (Hozzáférés: 2012. április 11.)

## Fordítás
- Ez a szócikk részben vagy egészben  a   Cernusco sul Naviglio című olasz Wikipédia-szócikk fordításán alapul.  Az eredeti cikk szerkesztőit annak laptörténete sorolja fel. Ez a jelzés csupán a megfogalmazás eredetét és a szerzői jogokat jelzi, nem szolgál a cikkben szereplő információk forrásmegjelöléseként.